# سفارة صربيا لدى السعودية
سفارة صربيا لدى السعودية هي الممثلية الدبلوماسية العليا لدولة صربيا لدى المملكة العربية السعودية. تقع السفارة في حي العليا في الرياض.